# ماری-ل-فوسی
ماری-ل-فوسی (به فرانسوی: Marey-lès-Fussey) یک کمون در فرانسه با جمعیت ۶۹ نفر است که در Canton of Nuits-Saint-Georges واقع شده‌است.